# PLUS (TOKIOの曲)
『PLUS』（プラス）は、TOKIOの楽曲。2011年2月8日よりJ Stormから配信が開始された。

## 概要
TOKIOとしては初の配信限定シングルで、2011年3月6日からスタートした全国ツアー「TOKIO LIVE TOUR 2011 +PLUS+」のために書き下ろされた楽曲であり、メンバー全員にソロパートが存在している。dwango.jpで、着うたフル、着うた、呼び出し音として独占配信された。
2011年5月25日発売の44thシングル「見上げた流星」の通常盤に、ストリングスアレンジが施されている状態でCDバージョンとして収録。2012年に発売されたオリジナルアルバム「17」には収録されず、2014年7月16日発売「HEART」で初めてアルバムに収録された。

## 収録曲
1. PLUS
作詞・作曲：城島茂、編曲：TOKIO